# كلايد لوفيليتي
كلايد لوفيليتي (بالإنجليزية: Clyde Lovellette) (مواليد 7 سبتمبر 1929 في بطرسبورغ - 9 مارس 2016)، هو لاعب كرة سلة أمريكي سابق. شارك في مسابقة كرة السلة في الألعاب الأولمبية الصيفية.

## فرق لعب لها
- لوس أنجلوس ليكرز
- سكرامنتو كينغز
- أتلانتا هوكس
- بوسطن سيلتكس

## الميداليات
| الميدالية | المسابقة                       |
| --------- | ------------------------------ |
| ذهبية     | الألعاب الأولمبية الصيفية 1952 |

## روابط خارجية
- كلايد لوفيليتي على موقع الاتحاد الدولي لكرة السلة (الإنجليزية)
- كلايد لوفيليتي على موقع إن بي أي (الإنجليزية)
- كلايد لوفيليتي على موقع سبورتس رفرنس (الإنجليزية)
- كلايد لوفيليتي على موقع كلية كرة السلة في سبورتس رفرنس.كوم (الإنجليزية)
- كلايد لوفيليتي على موقع ريلجم (الإنجليزية)
- كلايد لوفيليتي على موقع بروبوليرز (الإنجليزية)
- كلايد لوفيليتي على موقع قاعة المشاهير الجامعة الوطنية لكرة السلة (الإنجليزية)
- كلايد لوفيليتي على موقع سبورتس رفرنس (الإنجليزية)
- كلايد لوفيليتي على موقع اللجنة الأولمبية الدولية (الإنجليزية)
- كلايد لوفيليتي على موقع أوليمبيديا (الإنجليزية)